# Crudia glaberrima
Crudia glaberrima är en ärtväxtart som först beskrevs av Ernst Gottlieb von Steudel, och fick sitt nu gällande namn av James Francis Macbride. Crudia glaberrima ingår i släktet Crudia, och familjen ärtväxter. Inga underarter finns listade i Catalogue of Life.